# Jacob Broom (Politiker, 1752)

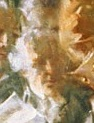
Broom im Gemälde Scene at the Signing of the Constitution of the United States (Howard Chandler Christy, 1940)

Jacob Broom (* 17. Oktober 1752 bei Wilmington, Delaware Colony; † 25. April 1810 in Philadelphia, Pennsylvania) war ein amerikanischer Unternehmer und Politiker und einer der Gründerväter der Vereinigten Staaten. Er war Delegierter des Verfassungskonvents und Unterzeichner der Verfassung der Vereinigten Staaten. Von 1784 bis 1786 sowie im Jahr 1788 gehörte er der Delaware General Assembly an.
Er war der Vater des Kongressabgeordneten James M. Broom und Großvater des Kongressabgeordneten Jacob Broom.